# Linnormen
Linnormen (norwegisch für Lindwurm) sind Hügel im ostantarktischen Königin-Maud-Land. In der Payergruppe der Hoelfjella erstrecken sie sich in südwest-nordöstlicher Ausdehnung unmittelbar östlich des Skavlhø. Zu ihnen gehört der Mount Dzhalil’.
Erste Luftaufnahmen entstanden bei der Deutschen Antarktischen Expedition 1938/39 unter der Leitung des Polarforschers Alfred Ritscher. Norwegische Kartografen, die auch die Benennung vornahmen, kartierten sie anhand von Vermessungen und Luftaufnahmen der Dritten Norwegischen Antarktisexpedition (1956–1960).